# مديشي (مسلسل)
ميديشي (بالإيطالية: I Medici) هو مسلسل تلفزيوني درامي تاريخي ألفه فرانك سبوتنيتز [الإنجليزية] ونيكولاس ماير. أنتج المسلسل من قبل شركتي Lux Vide و Rai Fiction الإيطاليتان بالتعاون مع شركة Spotnitz's Big Light Productions. تتطرق السلسلة لتاريخ عائلة ميديشي (المصرفيين التابعين للبابا) في فلورنسا في القرن الخامس عشر، ويتبع كل موسم أحداث معينة من تاريخ العائلة لاستكشاف المشهد السياسي والفني في عصر النهضة في إيطاليا.
عرض الموسم الأول من المسلسل بعنوان (ميديشي: سادة فلورنسا) لأول مرة في إيطاليا على قناة راي 1 في 18 أكتوبر 2016. تدور أحداثه في عام 1429، وهو العام الذي توفي فيه جيوفاني دي ميديشي رب الأسرة ويخلفه ابنه كوزيمو كرئيس لبنك العائلة الذي كان أغنى البنوك في أوروبا في ذلك الوقت، ويناضل كوزيمو للحفاظ على سلطته في فلورنسا. حصد العرض ما بين أربعة وثمانية ملايين مشاهد خلال عرضه الأول، حيث اجتذبت الحلقة الأولى رقمًا قياسيًا بلغ 8.04 مليون مشاهد وفقًا لمجمع التصنيفات الإيطالي.
أما الموسم الثاني وهو بعنوان (ميديشي: العظيم) فتدور أحداثه بعد 35 عامًا من أحداث الموسم الأول، ويحكي قصة لورينزو دي ميديشي (حفيد كوزيمو). عرض لأول مرة على قناة راي 1 في عام 2018، ثم تبعه موسم ثالث يكمل قصة لورنزو في عام 2019. عرض المسلسل في 190 دولة حول العالم، بما في ذلك على نتفليكس في الولايات المتحدة وكندا والمملكة المتحدة وإرلندا والهند،  وأستراليا على قناة إس بي إس.